# Synagoga Egerów w Pradze
Synagoga Egera w Pradze (cz. Egerova synagoga) – mała skromna modlitewnia rodziny Egerů, zbudowana pod koniec XVII wieku, w stylu barokowym. Usytuowana była w Josefovie, żydowskiej dzielnicy Pragi. Synagoga została zburzona w ramach wielkiej przebudowy Josefova.